# Wzmacniacz słuchawkowy
Wzmacniacz słuchawkowy – wzmacniacz małej częstotliwości przeznaczony do wysterowania słuchawek, zwłaszcza tych o większej impedancji (nawet 600 Ω). Wzmacniacz taki może być wyposażony w układ elektroniczny symulujący odsłuch materiału dźwiękowego na stacjonarnych zespołach głośnikowych, tzw. crossfeed.